# سوني تشو
سوني تشو هي عارضة صينية، ولدت في 1983 في شانغهاي في الصين.

## روابط خارجية
- سوني تشو على موقع دليل عارضات الأزياء (الإنجليزية)